# パート・シュクレ

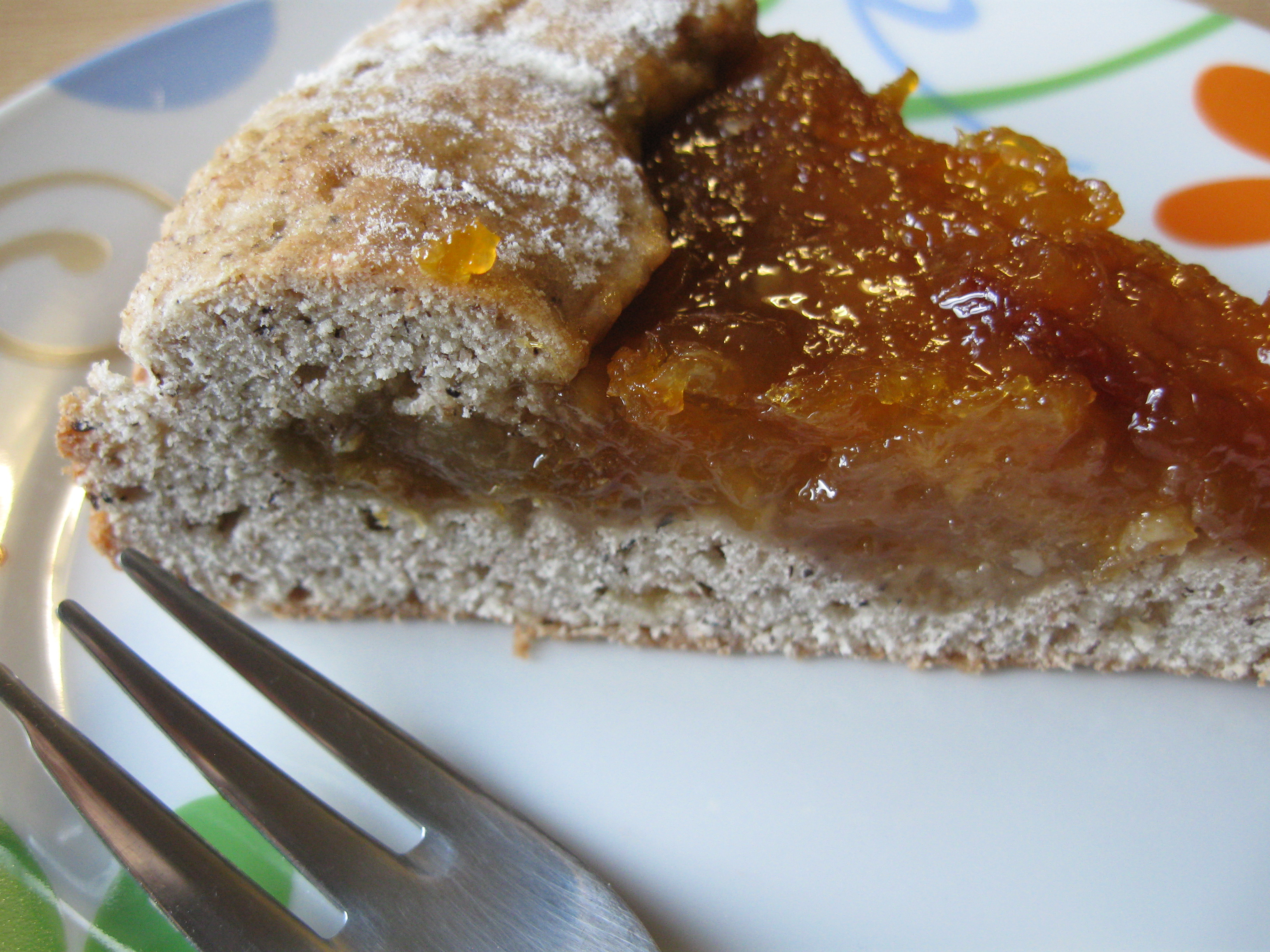
パート・シュクレを使ったクロスタタ。

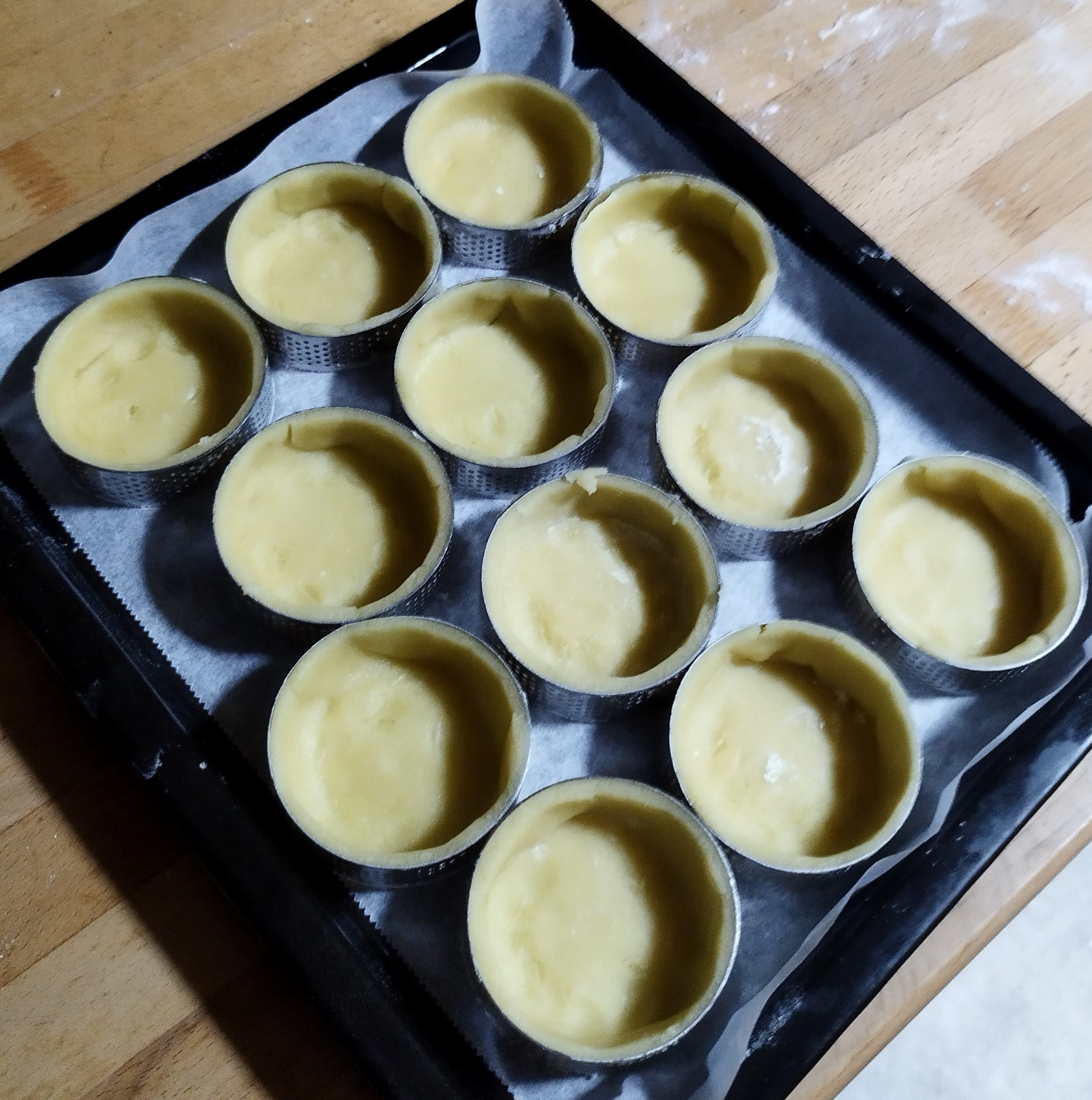
セルクル型に敷き込んだ焼く前のタルト生地（パートシュクレ）

パート・シュクレ（仏: pâte sucrée）は、タルト生地、パイ生地の1種。
卵、バター、小麦粉、砂糖、塩で構成される。
ドライフルーツパウダー（アーモンド、ヘーゼルナッツ、ピスタチオ、クルミ、ココア）が含まれている場合がある。
「パイ」は英語であるため、フランス語においては「パイ生地」という概念も存在せず、材料や作り方によって以下のように名称が異なってくる。
パート・フィユテ（pâté feuilletée）
バターを折りこんで作るパイ生地。
パート・ブリゼ（pâté brisée）
バターを練りこんで作るパイ生地。
パート・シュクレ
全ての材料をよく混ぜ合わせてから作る。クッキー生地に近くなる。
パート・サブレ（pâté sablée）
材料を合わせてからあまりこねない。これによってグルテンの形成が抑えられ、サクサクとした食感になる。
パータ・フォンセ（pâté â foncer）
パート・ブリゼに卵黄を加える。